# مامادو ساخو
ممادو ساخو (فرانسوی: Mamadou Sakho‎؛ زاده ۱۳ فوریهٔ ۱۹۹۰) یک بازیکن فوتبال اهل فرانسه است.
وی در سال ۲۰۰۷ تا ۲۰۱۳ در باشگاه پاری سن ژرمن حضور داشت و بازی‌های قابل توجه‌ای را از خود به نمایش گذاشت.
ساخو در ۲ سپتامبر ۲۰۱۳ از پاری سن ژرمن به لیورپول با مبلغ ۱۸ میلیون پوند پیوست.